# 中卡雷山
46°04′00″N 10°37′00″E / 46.06667°N 10.61667°E

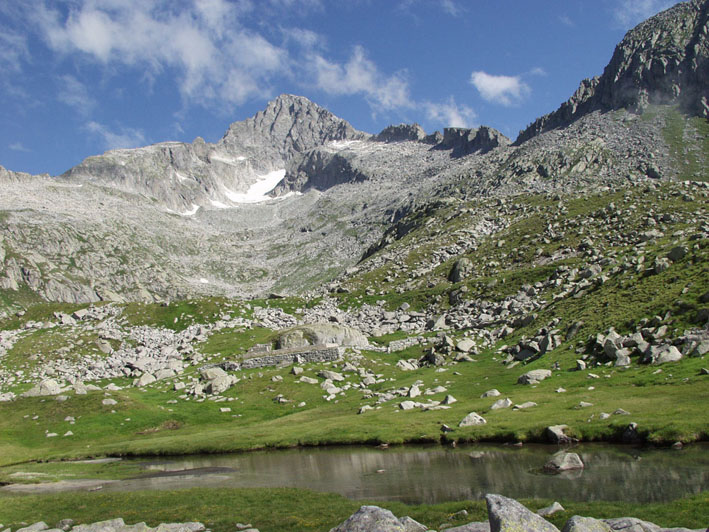
中卡雷山

中卡雷山（義大利語：Carè Alto），是意大利的山峰，位於該國北部，處於特倫托自治省和布雷西亞省接壤的邊界，屬於阿達梅洛-普雷薩內拉阿爾卑斯山脈的一部分，海拔高度3,463米，人類在1865年8月5日首次登頂。